# Doba (Maďarsko)
Doba je vesnice v Maďarsku v župě Veszprém, spadající pod okres Devecser. Nachází se asi 7 km severozápadně od Devecseru, 17 km severozápadně od Ajky, 20 km severovýchodně od Jánosházy, 25 km jihozápadně od Pápy a 31 km jihovýchodně od Celldömölku. V roce 2015 zde žilo 448 obyvatel, z nichž 79,9 % tvoří Maďaři.
Doba leží na silnicích 74106, 84105 a 84106. Je přímo silničně spojena s vesnicemi Borszörcsök, Oroszi, Somlójenő, Somlószőlős, Somlóvasárhely a městem Devecser. Dobou protéká potok Hajagos, který se vlévá do řeky Marcal.
Poblíže Doby se nachází kopec Somló (431 m). Nachází se zde rozhledna a zřícenina stejnojmenného hradu. U Doby se nachází též zámek Erdődy-kastély, který je využívám jako nemocnice a sanatorium. Zámecký park je přírodní rezervace. V Době se nachází katolický kostel sv. Petra a Pavla. Kostel je gotický, později přestavěn v barokním stylu. Je zde též pošta, malý obchod a hospoda. V katastru obce se nachází sportovní letiště.